# پاول واتسلاویک

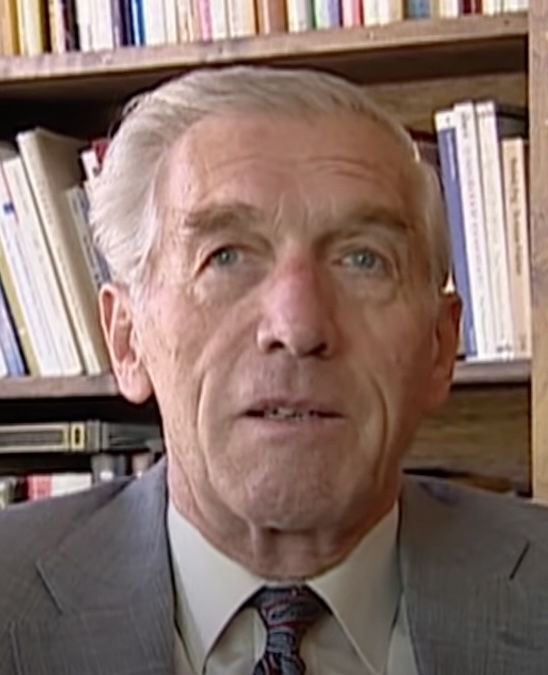
پاول واتسلاویک فیلسوف اتریشی

پاول واتسلاویک، (به آلمانی: Paul Watzlawick)، زاده ۲۵ ژوئیه ۱۹۲۱ در شهر فیلاخ اتریش، درگذشته ۳۱ مارس ۲۰۰۷ میلادی در پالو آلتو واقع در کالیفرنیا، فیلسوف، محقق و دانشمند در رشته‌های ارتباطات، روان درمانی، روانکاوی و جامعه‌شناسی بود. وی پس از اتمام دوره دبیرستان در سال ۱۹۳۹ در فیلاخ به تحصیل در رشته‌های زبان‌شناسی و فلسفه در دانشگاه ونیز ایتالیا پرداخت. واتسلاویک مدرک دکترای خود را در رشته فلسفه در سال ۱۹۴۹ دریافت کرد. از سال ۱۹۵۱ تا ۱۹۵۴ در رشته روان درمانی دانشگاه زوریخ سوئیس به تحصیل اشتغال داشت و در این رشته نیز پایان‌نامه دریافت کرد. او در سال ۱۹۵۷ کرسی روان درمانی دانشگاه السالوادور در شهر سان سالوادور را بدست گرفت که تا سال ۱۹۶۰ در اختیار داشت. واتسلاویک از مهم‌ترین محققین «تئوری ارتباطات انسانی» محسوب می‌شود. او بیشترین تجربیات خود را در این مورد از طریق بیماران مبتلا به روان‌گسیختگی کسب کرد. واتسلاویک در سال ۱۹۶۰ به ایالات متحده آمریکا مهاجرت کرد و به محققین «گروه پالو آلتو» در کالیفرنیا پیوست و از سال ۱۹۶۷ استاد رشته روانپزشکی دانشگاه استانفورد شد.
واتسلاویک نویسنده ماهری بود و چندین کتاب به رشته تحریر درآورده. برخی از این کتابها، از جمله: «واقعیت تا چه حد واقعیست»، بی معنایی معنا و معنای بی معنایی، «اگر تو واقعاً عاشق منی پس حتماً حاضری سیر هم بخوری» و «راهنمای بدبخت بودن»، نام نسخه انگلیسی: "Ultra-Solutions: How to Fail Most Successfully" است که معروفیت جهانی کسب کردند.

## نمونه آثار
پاول واتسلاویک در کتاب «راهنمای بدبخت بودن» که او را در جهان معروف کرد، روش بسیار جالبی اتخاذ کرده وبا حکایت‌های بسیار کوتاه و شیرین آیینه را جلوی صورت خواننده می‌گیرد تا خودش را بشناسد. از جمله حکایت زیر که هنوز بین اهل فن در سر زبانها است و در دروس روان‌شناسی دانشگاه‌ها تدریس می‌شود.
روزی مردی قصد داشت میخی به دیوار بکوبد. چکش نداشت و هر چه گشت نیافت. با خودش گفت از همسایه قرض می‌گیرم. همینکه قصد رفتن نزد همسایه را کرد به فکرش رسید، خوب اگر نخواهد بدهد چه؟ ضمناً همسایه دیروز هم جواب سلام مرا تند داد و رفت، شاید عجله داشت یا شاید هم عجله یک بهانه بود. او حتماً با من مشکل دارد؛ ولی چه مشکلی؟ من که به او بدی نکرده‌ام. او چه خیال می‌کند؟ اگر کسی از من افزاری بخواهد فوراً به او می‌دهم اما او چرا نمی‌دهد؟ چطور کسی می‌تواند چنین لطف کوچکی را از دیگران دریغ کند؟ آدم‌هایی چون این مردک زندگی انسان را مسموم و مکدر می‌کنند. تازه خیال هم می‌کند من به او وابسته هستم چون او یک چکش فکسنی دارد و من نه؛ و فریاد زد، دیگر بس است… و آنگاه مرد با خشم و هیجان به در خانه همسایه هجوم برد، زنگ در را به صدا درآورد و تا همسایه در را باز کرد مرد حتی نگذاشت همسایه سلامی بگوید و فریاد زد: آدم نادان چکش ات را برای خودت نگهدار!